# Kjell Inge Røkke
Pour les articles homonymes, voir Røkke.
Kjell Inge Røkke, né le 25 octobre 1958 à Molde, est un homme d'affaires et milliardaire norvégien. Il contrôle le groupe d'ingénierie et de construction Kværner. Sa fortune est estimée à 5,4 milliards de dollars en 2022.

## Biographie
Røkke a commencé à 17 ans comme pêcheur, et n'a pas suivi d'études. Il s'endette pour acquérir son premier chalutier pour faire des campagnes au large de l'Alaska. Il se constitue dans les années 1980, une flotte de chalutiers et bâtit sa première fortune. Au début des années 1990, il commence à acquérir des sociétés très variées, souvent en difficulté, les restructure et les revend avec bénéfice. En 1996, il fusionne son jeune groupe RGI avec les anciens chantiers navals Aker, dont il possède 67% du capital en 2022.
En 2001, il prend le contrôle de Kværner, leader norvégien de l'off-shore pétrolier, en quasi-faillite après un mauvais investissement. Il regroupe ensuite toute sa construction navale sous le nom d'Aker Yards qui comprend des chantiers navals en Finlande et en ex-RDA. Aker Yards a acquis en janvier 2006, les Chantiers de l'Atlantique à Saint-Nazaire. Il s'est désengagé d'Aker Yards en mars 2007.
Røkke a la réputation d'un homme dur en affaires, traité par certains médias de flibustier de l'industrie et souvent critiqué pour son style de vie (selon les standards protestants norvégiens), tapageur et dépensier, se faisant par exemple construire un cottage à Oppdal pour plus de 150 millions de couronnes norvégiennes (20 millions €).
Røkke et un autre homme d'affaires, Bjørn Rune Gjelsten (en) ont été partie prenante dans le déménagement du club de football Wimbledon FC de Londres à Milton Keynes en 2002, obligeant les supporters de Wimbledon à trouver leur propre club, l'AFC Wimbledon. Il est aussi un supporter du Molde FK, club de sa ville natale, et a financé la construction du Molde Stadium.

## Fortune
Forbes évalue la fortune de Rokke à 5,4 milliards de dollars en 2022. En 2021, il investit 450 millions de krones dans le Bitcoin. Il se délocalise en Suisse en septembre 2022 pour profiter des avantages proposés aux exilés fiscaux et se soustraire au nouvel impôt sur la fortune créé par le gouvernement norvégien,.
Røkke annonce en 2018 financer la construction construire du REV Ocean, le plus grand yacht du monde (182,9 mètres de long), destiné à la recherche et à la dépollution océanique, et contenant des suites de luxe pour les invités de marque.